# Leasing
Leasing – forma finansowania inwestycji (szczególna umowa dzierżawy), umożliwiająca inwestorowi dostęp do dóbr inwestycyjnych bez konieczności zakupu tych dóbr. Leasingodawca (finansujący) na podstawie umowy przekazuje leasingobiorcy (korzystającemu) prawo do korzystania (użytkowania) przedmiotu leasingu za określone płatności w postaci czynszu leasingowego.
Ze względu na okres i sposób egzekwowania przedmiotu leasingu po zakończeniu umowy leasingowej i możliwości jej wypowiedzenia, wyróżnia się dwie podstawowe formy leasingu: leasing operacyjny (dotyczący krótkoterminowego użytkowania składnika) i leasing finansowy (dotyczący długoterminowego użytkowania składnika majątku).
Nazwa leasing pochodzi od angielskiego słowa to lease oznaczającego tyle co nająć, wydzierżawić (prawo anglosaskie nie odróżnia najmu od dzierżawy, tak samo jak nie odróżnia od nich leasingu).
Korzyści płynące z leasingu dla leasingobiorcy:
- niewielkie zaangażowanie własnego kapitału,
- optymalizacja obciążeń podatkowych (tarcza podatkowa),
- możliwość rozliczenia podatku VAT.

## Rodzaje leasingu
Biorąc pod uwagę liczbę stron biorących udział w transakcji leasingowej, wyróżnia się:
- leasing bezpośredni (gdy producent zawiera umowę bezpośrednio z użytkownikiem),
- leasing pośredni (w transakcji uczestniczą więcej niż dwie strony, tzn. między producentem a użytkownikiem występuje wyspecjalizowane przedsiębiorstwo leasingowe).

Za użytkowanie obiektu leasingobiorca płaci w określonych terminach raty leasingowe składające się z dwóch części: składnika kapitałowego odzwierciedlającego wartość użytkowanego obiektu przypadającego na okres leasingu i składnika odsetkowego, stanowiącego wynagrodzenie dla leasingodawcy.

### Leasing operacyjny
Leasing operacyjny (usługowy) – polega na czasowym przekazaniu w użytkowanie dobra inwestycyjnego. Czas ten jest z reguły krótszy niż okres normatywnego zużycia leasingowanej rzeczy. Raty leasingowe stanowią dla leasingobiorcy koszt uzyskania przychodów, a przedmiot leasingu nie podlega u niego amortyzacji. W umowie leasingu operacyjnego leasingobiorca może mieć zagwarantowane prawo zakupu przedmiotu leasingu po zakończeniu umowy, za określoną z góry wartość końcową powiększoną o podatek od towarów i usług (VAT).

### Leasing finansowy
Leasing finansowy (kapitałowy) – polega na oddaniu rzeczy w użytkowanie, w zamian za raty leasingowe. Przedmiot leasingu jest własnością Finansującego, amortyzuje go leasingobiorca, natomiast przeniesienie tytułu własności może być zagwarantowane w umowie. Firma zwiększa więc wartość swojego majątku, nie ponosząc dodatkowych kosztów po zakończeniu umowy, a zwiększona forma amortyzacji pozwala regulować jej koszty i dochody.
Leasing finansowy, podobnie jak operacyjny, charakteryzuje się tym, iż zawiera klauzulę opcji na sprzedaż przedmiotu leasingu po zakończeniu okresu umowy. Oznacza to, iż Korzystający ma prawo wykupu (przeniesienia własności) rzeczy oddanej mu w leasing. Leasing finansowy jest więc zbliżony do kredytu lub pożyczki. Przedmiotem „pożyczki” jest tu środek trwały, a nie gotówka.
Rata leasingowa w leasingu finansowym podzielona jest na część kapitałową i odsetkową. Część odsetkowa stanowi koszt uzyskania przychodu u Korzystającego, a część kapitałowa traktowana jest jak kapitał przy operacji kredytowej.
Leasing finansowy dla celów podatku VAT rozliczany jest tak jak leasing operacyjny.
W przypadku leasingu finansowego podatek VAT od rat leasingowych jest płatny z góry za cały okres trwania umowy leasingu (zazwyczaj w ciągu 7 dni po odbiorze przedmiotu leasingu), inaczej niż w leasingu operacyjnym, w którym podatek VAT jest płatny z każdą ratą leasingową.

### Leasing zwrotny
Leasing zwrotny – występuje, gdy firma posiada liczne środki trwałe, nie posiada jednak gotówki, której potrzebuje; może wtedy oddać część majątku trwałego firmie leasingowej w zamian za gotówkę i wziąć te środki w leasing; dzięki takiemu zabiegowi firma ma jednorazowy zastrzyk gotówki.

### Leasing konsumencki
Leasing konsumencki – zwany też prywatnym – to produkt przeznaczony dla osób nieprowadzących działalności gospodarczej, który pojawił się w 2011 roku za sprawą tzw. I ustawy deregulacyjnej i szybko zyskał dużą popularność.
Za pomocą leasingu konsumenckiego można sfinansować zarówno rzeczy ruchome (np. sprzęt AGD/RTV, meble), jak i nieruchomości, jednak największym zainteresowaniem konsumentów cieszy się leasing nowych i używanych samochodów.
Leasing konsumencki charakteryzuje się ograniczeniem formalności do minimum. Leasingodawcy nie są ustawowo zobowiązani do sprawdzania zdolności kredytowej klientów, co znacznie upraszcza proces wnioskowania o ten produkt.

## Podmioty leasingu
Wyróżnia się trzy podmioty umowy leasingu.

### Leasingodawca
Leasingodawca (finansujący) – to właściciel przedmiotu, który daje ten przedmiot w odpłatne użytkowanie drugiej osobie na określony czas i na określonych warunkach. Najczęściej jest to wyspecjalizowana firma zajmująca się świadczeniem usług leasingu. Rzadziej wytwórca przedmiotów, dla którego leasing jest dodatkową formą zarobkowania, oprócz podstawowej działalności – produkcji. Forma prawna leasingodawcy może być dowolna. W praktyce najbardziej liczą się na rynku spółki prawa handlowego, tj. spółki z ograniczoną odpowiedzialnością oraz spółki akcyjne.

### Leasingobiorca
Leasingobiorca (korzystający) – to osoba korzystająca z przedmiotu leasingu na warunkach określonych w umowie. Najczęściej jest to przedsiębiorca, rzadziej ze względu na niekorzystne przepisy podatkowe, osoba fizyczna. Przeważają więc spółki handlowe, spółki cywilne i osoby fizyczne, prowadzące działalność gospodarczą na podstawie wpisu do ewidencji działalności gospodarczej, które prowadzą pełną księgowość.

### Zbywający
Zbywający to osoba, od której finansujący nabywa własność rzeczy. Finansujący obowiązany jest wydać korzystającemu razem z rzeczą odpis umowy ze zbywającym lub odpisy innych posiadanych dokumentów dotyczących tej umowy, w szczególności odpis dokumentu gwarancyjnego co do jakości rzeczy, otrzymanego od zbywającego lub producenta.

## Uczestnicy transakcji leasingu
Poręczyciel – występuje tylko czasami w transakcji leasingu. Jeśli kondycja finansowa lub wiarygodność leasingobiorcy budzi zastrzeżenie leasingodawcy, to do zawarcia umowy dochodzi wówczas, gdy leasingobiorca przedstawi dodatkowe zabezpieczenie transakcji. Może to być poręczenie osoby trzeciej lub zastaw na rzeczy, należącej do osoby trzeciej lub też hipoteka ustanowiona na nieruchomości, której właścicielem jest osoba trzecia. Taki podmiot dostarczający dodatkowego zabezpieczenia, jeśli nie jest nim leasingobiorca, nazywany jest poręczycielem. Może nim być dobrze prosperująca firma lub wiarygodna osoba fizyczna, posiadająca duży majątek, a przez to wypłacalna, np. udziałowiec w spółce. Często firmy leasingowe jako zabezpieczenie przyjmują weksel leasingobiorcy, poręczony przez udziałowców i ich współmałżonków lub też członków zarządu i ich współmałżonków. Oni są wówczas poręczycielami wekslowymi w transakcji leasingu.
Towarzystwo ubezpieczeniowe – ubezpiecza przedmiot leasingu. Najczęściej, jako właściciel, o wyborze ubezpieczenia decyduje leasingodawca. Niektóre firmy leasingowe współpracują z jedną lub dwiema firmami ubezpieczeniowymi i z tytułu stałej współpracy mogą liczyć na korzystniejsze warunki ubezpieczenia. Jeśli leasingobiorcy szczególnie zależy na tym, aby wybrać firmę ubezpieczeniową, może to zrobić, ale wiąże się to z tym, że ponosi koszty ubezpieczenia, a nie może ich zaliczyć do kosztów uzyskania przychodów w swojej firmie, ponieważ nie jest właścicielem ubezpieczonego przedmiotu. Przy dużej szkodowości, na jaką narażona jest rzecz leasingowa, ponoszenie tych kosztów może się jednakże opłacać, ponieważ leasingobiorca musi płacić raty leasingowe nawet wówczas, gdy przedmiot leasingu jest w naprawie. Jeśli ubezpieczyciel zwleka z wypłatą odszkodowania, to okres, kiedy leasingobiorca nie może używać rzeczy, wydłuża się, a co za tym idzie, straty z tego tytułu rosną. Przykładem takiej sytuacji jest samochód dostawczy, znajdujący się po wypadku w warsztacie, który warunkuje wydanie naprawionego samochodu dokonaniem zapłaty za naprawę. Zapłaty ma dokonać towarzystwo ubezpieczeniowe. Im dłużej trwa proces wypłaty odszkodowania, tym dłużej samochód nie pracuje, a leasingobiorca ponosi koszty z tego tytułu.
Jeśli przedmiotem leasingu jest samochód osobowy, który jest przerabiany na ciężarowy, to pojawia się dodatkowo podmiot przerabiający samochód. Zwykle są to firmy powiązane albo z producentem samochodu, albo z dealerem lub z firmą leasingową. Pojawienie się dodatkowo podmiotu przerabiającego samochód zwiększa koszt transakcji leasingu, ponieważ wlicza się w raty leasingu zapłatę z tego tytułu. Pamiętajmy, że VAT jest naliczany od zwiększonych rat.

### Rozwiązanie umowy leasingu
Zgodnie z kodeksem cywilnym rozwiązanie umowy leasingowej jest dopuszczalne z powodu okoliczności za które finansujący nie ponosi odpowiedzialności. Przepis nie określa więc, czy są to powody finansowe czy utrata zapotrzebowania na leasingowany przedmiot przez przedsiębiorstwo. Jest to jednak niekorzystne dla Korzystającego, gdyż jeżeli umowa leasingu wygasła z przyczyn po stronie Korzystającego finansujący może żądać od korzystającego natychmiastowego zapłacenia wszystkich przewidzianych w umowie a niezapłaconych rat, pomniejszonych o korzyści, jakie finansujący uzyskał wskutek ich zapłaty przed umówionym terminem i wygaśnięcia umowy leasingu oraz z tytułu ubezpieczenia rzeczy, a także naprawienia szkody.

## Przedmiot umowy leasingu
Przedmiotem umowy nazwanej umową leasingu, zgodnie z Kodeksem cywilnym, mogą być tylko rzeczy. Przedmiotem umowy nienazwanej o charakterze umowy leasingu mogą być rzeczy oraz wartości niematerialne i prawne.
Zazwyczaj przedmioty umowy leasingu dzielą się na:
- obiekty konsumpcyjne,
- obiekty inwestycyjne,
- nieruchomości.

## Leasing w Polsce
W polskim systemie prawa umowa leasingu jest regulowana przez Kodeks cywilny (ustawa z 1964) w art. 7091–70918. Początkowy artykuł tej regulacji stanowi:
„Przez umowę leasingu finansujący zobowiązuje się, w zakresie działalności swego przedsiębiorstwa, nabyć rzecz od oznaczonego zbywającego na warunkach określonych w tej umowie, i oddać tę rzecz korzystającemu do używania, albo używania i pobierania pożytków przez czas oznaczony, a korzystający zobowiązuje się zapłacić finansującemu, w uzgodnionych ratach, wynagrodzenie pieniężne, równe co najmniej cenie, lub wynagrodzeniu z tytułu nabycia rzeczy przez finansującego.”
Zgodnie z art. 709² umowa leasingu powinna być zawarta na piśmie pod rygorem nieważności.
Rzeczami, w rozumieniu przepisów Kodeksu cywilnego, są tylko przedmioty materialne (art. 45 KC), zaś przedmioty materialne na gruncie Kodeksu cywilnego są pojęciem znacznie węższym niż dobra materialne wyodrębniane przez ekonomistów. Cechą rzeczy jest materialny charakter oraz wyodrębnienie z przyrody. Nie są rzeczami ciecze i gazy, kopaliny, zwierzęta w stanie wolnym. Rzeczami nie są również przedmioty niematerialne, takie jak energia, dobra intelektualne, dobra osobiste, pieniądze, papiery wartościowe, prawa majątkowe.
Dla celów podatkowych definicja umowy leasingu rozszerzona jest o każdą inną umowę, na mocy której jedna ze stron, zwana „finansującym”, oddaje do odpłatnego używania albo używania i pobierania pożytków na warunkach określonych w ustawie drugiej stronie, zwanej „korzystającym”, podlegające amortyzacji środki trwałe lub wartości niematerialne i prawne, a także grunty. Kodeks cywilny wyszczególnia zaś w art. 70918 umowę, w której jedna strona zobowiązuje się oddać rzecz stanowiącą jej własność do używania albo do używania i pobierania pożytków drugiej stronie, a druga strona zobowiązuje się zapłacić właścicielowi rzeczy w umówionych ratach wynagrodzenie pieniężne, równe co najmniej wartości rzeczy w chwili zawarcia tej umowy, do której stosuje się odpowiednio przepisy o leasingu.
W 2022 r. wartość polskiego rynku leasingu wyniosła 88,1 mld zł.

### Leasing według ustawy o rachunkowości oraz przepisów podatkowych
Definicje podatkowe charakteryzujące leasing brzmią inaczej niż bilansowe. Z tego względu nierzadko zdarza się, że leasing jest kwalifikowany jako finansowy dla celów bilansowych i jako operacyjny dla celów podatkowych.
Umowa polegająca na odpłatnym wykorzystywaniu w działalności obcych środków trwałych jest bilansowo kwalifikowana jako leasing finansowy, gdy spełnia co najmniej jeden z siedmiu warunków określonych w art. 3 ust. 4 ustawy o rachunkowości:
- przenosi własność jej przedmiotu na korzystającego po zakończeniu okresu, na który została zawarta;
- zawiera prawo do nabycia jej przedmiotu przez korzystającego, po zakończeniu okresu, na jaki została zawarta, po cenie niższej od wartości rynkowej z dnia nabycia;
- okres, na jaki została zawarta, odpowiada w przeważającej części przewidywanemu okresowi ekonomicznej użyteczności środka trwałego lub prawa majątkowego, przy czym nie może być on krótszy niż 3/4 tego okresu. Prawo własności przedmiotu umowy może być, po okresie, na jaki umowa została zawarta, przeniesione na korzystającego;
- suma opłat, pomniejszonych o dyskonto, ustalona w dniu zawarcia umowy i przypadająca do zapłaty w okresie jej obowiązywania, przekracza 90% wartości rynkowej przedmiotu umowy na ten dzień. W sumie opłat uwzględnia się wartość końcową przedmiotu umowy, którą korzystający zobowiązuje się zapłacić za przeniesienie na niego własności tego przedmiotu. Do sumy opłat nie zalicza się płatności na rzecz finansującego za świadczenia dodatkowe, podatków oraz składek na ubezpieczenie tego przedmiotu, jeżeli korzystający pokrywa je niezależnie od opłat za używanie;
- zawiera przyrzeczenie finansującego do zawarcia z korzystającym kolejnej umowy o oddanie w odpłatne używanie tego samego przedmiotu lub przedłużenia umowy dotychczasowej, na warunkach korzystniejszych od przewidzianych w dotychczasowej umowie;
- przewiduje możliwość jej wypowiedzenia, z zastrzeżeniem, że wszelkie powstałe z tego tytułu koszty i straty poniesione przez finansującego pokrywa korzystający;
- przedmiot umowy został dostosowany do indywidualnych potrzeb korzystającego. Może on być używany wyłącznie przez korzystającego, bez wprowadzania w nim istotnych zmian.

Jeśli umowa nie spełnia żadnego z siedmiu warunków określonych w art. 3 ust. 4 ustawy o rachunkowości, stanowi leasing operacyjny. W takim przypadku przedmiot leasingu nie jest ujmowany w księgach rachunkowych korzystającego, a raty leasingowe odnosi się w koszty podstawowej działalności operacyjnej (usługi obce).
Często bywa tak, że umowa leasingu spełnia warunki operacyjnego dla celów podatkowych oraz warunki finansowego dla celów bilansowych. W takim przypadku w kosztach podatkowych wykazuje się opłaty leasingowe (przy uwzględnieniu ograniczeń wynikających z przepisów podatkowych), natomiast bilansowa amortyzacja przedmiotu leasingu nie stanowi kosztów podatkowych.
W art. 3 ust. 6 ustawy o rachunkowości dopuszczono uproszczenie w kwalifikacji umowy leasingu polegające na tym, że jeśli są spełnione warunki określone w tym przepisie, to umowa leasingu może być kwalifikowana według zasad podatkowych. Warunki, które umożliwiają przyjęcie takiego uproszczenia, to nieprzekroczenie w poprzednim roku co najmniej dwóch z trzech wielkości:
- 25 500 000 zł sumy aktywów bilansu na koniec roku obrotowego,
- 51 000 000 zł przychodów netto ze sprzedaży towarów i produktów za rok obrotowy,
- 50 osób średniorocznego zatrudnienia w przeliczeniu na pełne etaty.

Uproszczenie to należy rozpatrywać przy uwzględnieniu art. 4 ust. 4 ustawy o rachunkowości, czyli zapisu w polityce rachunkowości oraz art. 3 ust. 6 ustawy o rachunkowości tj. prawo do korzystania z uproszczeń powinno być co roku podane szczegółowej analizie czy nie wywiera istotnego wpływu na rzetelne i jasne przedstawienie sytuacji majątkowej i finansowej jednostki.